# Wigmund de Mèrcia
Wigmund potser va governar breument Mèrcia l'any 840, després de la mort del seu pare el rei Wiglaf, però també podria ser que morís abans que el seu pare i que les llistes dinàstiques on consta el seu nom com a rei es refereixin a que va cogovernar amb ell durant els darrers anys.
Es va casar amb Ælfflæd, filla de Ceolwulf I, cosa que ha portat a pensat que Ceolwulf II podria ser un descendent de Wigmund i el darrer de la seva dinastia. Van tenir un fill anomenat Wigstan, el qual va renunciar a la successió per fer-se monjo.
Segons la Crònica de Croyland va morir de disenteria.